# Fort Ruychaver
Fort Ruychaver (in olandese: Fort Ruijghaver), era un avamposto fortificato olandese sulla Costa d'Oro, nell'attuale Ghana. La fortificazione esistette dal 1654 al 1660 lungo le rive del fiume Ankobra. Il suo nome rimandava a Jacob Ruijghaver, direttore del possedimento della Compagnia olandese delle Indie occidentali in Costa d'Oro che ne ordinò la costruzione.
L'intento della costruzione di un avamposto commerciale fortificato era la possibilità di commerciare in oro in quanto l'area attorno ad esso era ricca di miniere. Per quanto la letteratura moderna lo inquadri come forte, esso era con tutta probabilità un semplice accampamento con alcune costruzioni in legno ed una palizzata.

## Luogo
Secondo le fonti giunte sino a noi, due erano i possibili luoghi di costruzione del forte, uno sulla riva destra del fiume Ankobra, proprio di fronte al fiume Bonsa, nella regione di Egwira. L'altro luogo rimanda a Daaku, che secondo il diario del direttore generale della colonia olandese Valckenburg era il punto di partenza di molte carovane commerciali. Secondo il resoconto del colono, esso era situato a 30 miglia dalla costa. Dal momento che un miglio di Amsterdam corrispondeva a 5754,53 metri, questo significava che il forte si trovava decisamente nell'entroterra.
In entrambi i possibili luoghi di insediamento sono ancora oggi presenti delle miniere d'oro di antica escavazione ormai abbandonate, come pure sono stati trovati dei centri di produzione e lavorazione dell'oro di età pre-coloniale.

## Storia
La storia dell'avamposto fu di breve durata e drammatica. Gli olandesi riuscirono a prendere il controllo dell'area attorno a Forte Santo Antonio ad Axim dal 1642 in poi, in particolare dopo la firma del Trattato di Axim con la tribù locale il 17 febbraio di quello stesso anno. Con Axim come loro base, gli olandesi erano intenzionati a espandere la loro influenza anche nell'entroterra nella speranza di trovarvi dell'oro.
Questi sforzi ad ogni modo non ebbero successo, non solo per la resistenza della popolazione locale, ma anche per la competizione che da subito si instaurò coi francesi per la ricerca dell'oro nella regione di Egwira, motivo per cui gli olandesi furono impegnati nella conquista degli insediamenti della Francia, incluso il luogo di costruzione dove poi venne costruito Ruychaver.
Sicuramente la popolazione locale non approvava la presenza degli olandesi nella loro terra natia, ma nel contempo vedevano di buon occhio la possibilità di commerciare con loro. Questa sorta di pacificazione non durò a lungo. Nel 1859, gli ufficiali olandesi di stanza ad Axim notarono che i trasporti e le strade di comunicazione col forte erano bloccate ed all'inizio del 1660 scoprirono che il forte era stato raso al suolo proprio dai nativi.
Gli olandesi abbandonarono l'impresa di ricerca dell'oro, riprendendola solo alla fine degli anni '30 dell'Ottocento, ma con altri scarsi risultati.